# 岡山県道703号備前柵原自転車道線

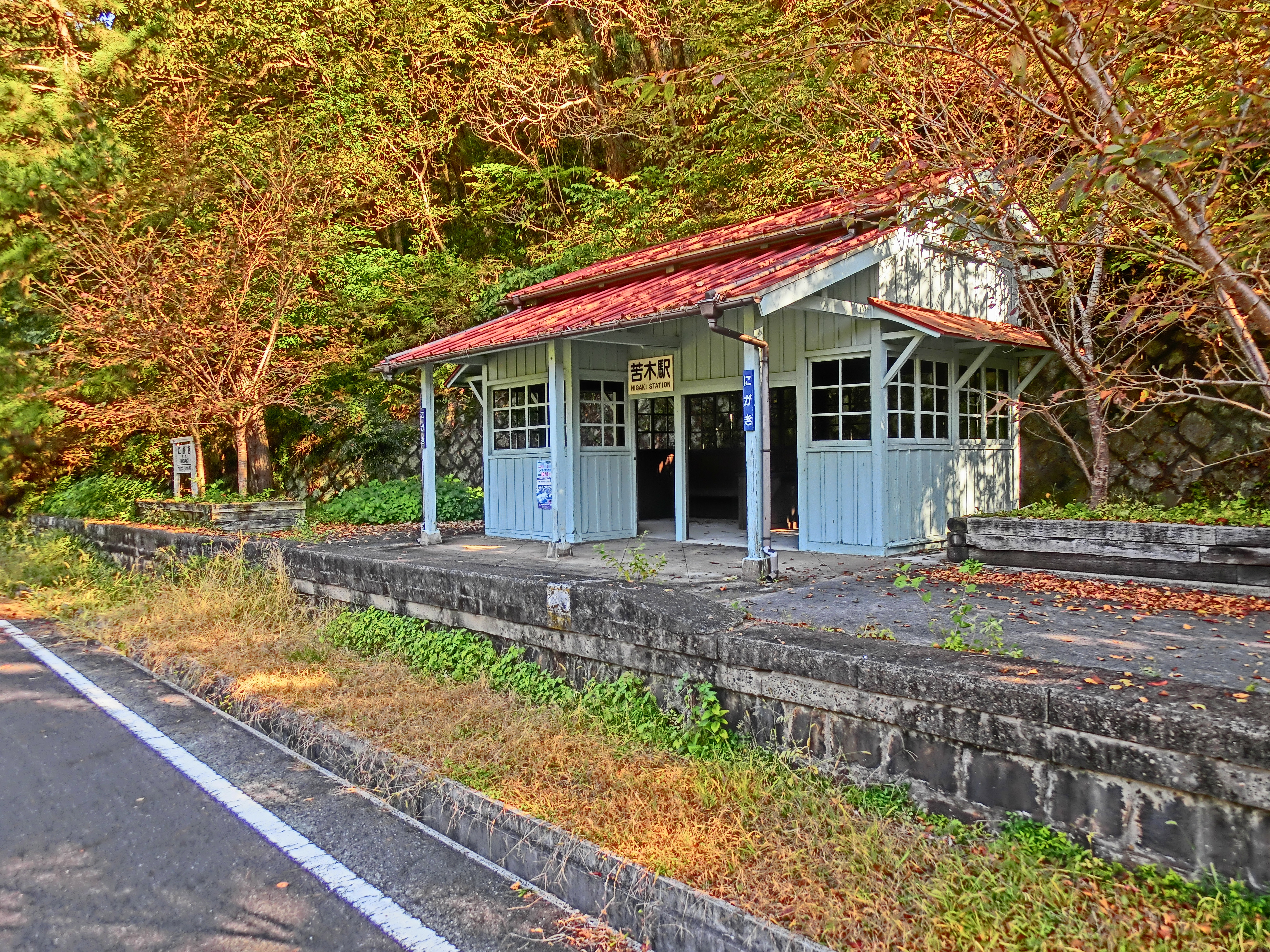
ルート上に保存される苦木駅

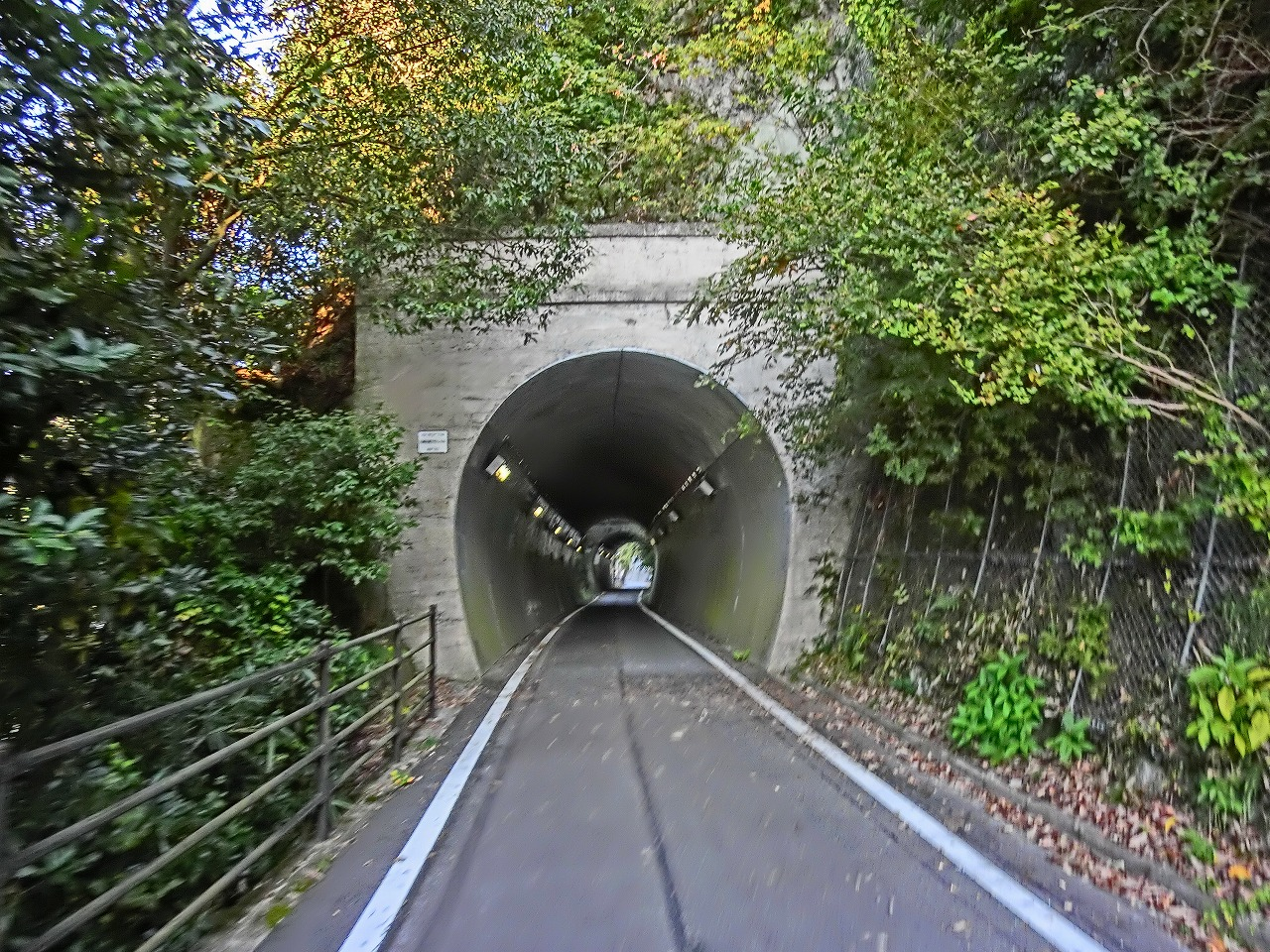
天神山トンネル1号2号

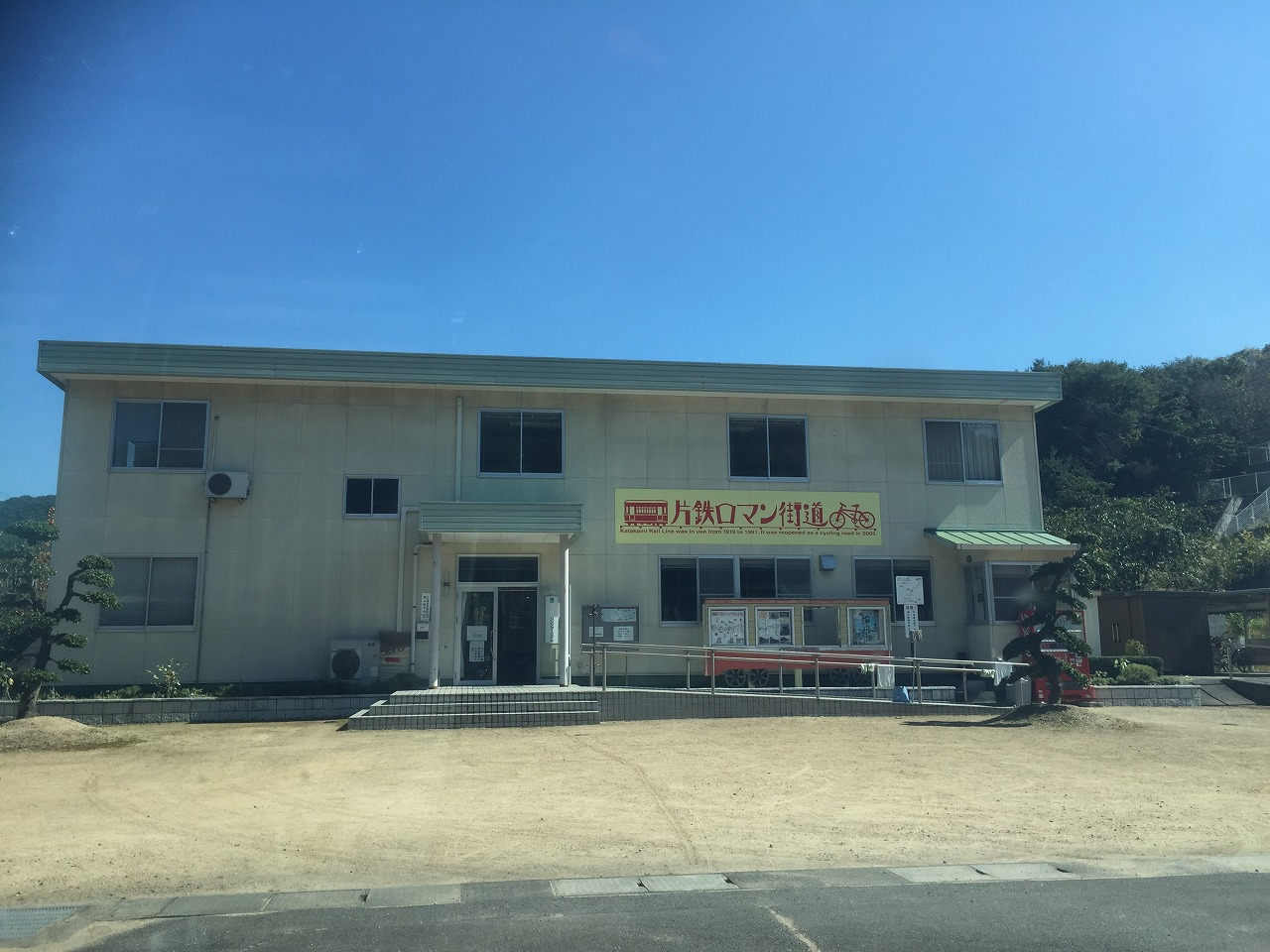
片鉄ロマン街道のサイクルステーション

岡山県道703号備前柵原自転車道線（おかやまけんどう703ごう びぜんやなはらじてんしゃどうせん）は、岡山県備前市から岡山県久米郡美咲町に至る自転車・歩行者専用の一般県道である。
この道路は、元同和鉱業片上鉄道線の廃線跡（ただし、一部区間を除く。備前塩田駅跡 - 第2吉井川橋梁跡 - 岡山県道26号津山柵原線旧道との交差部まで別ルート）であり、その名前から通称「片鉄ロマン街道（かたてつろまんかいどう）」といわれる。2003年（平成15年）11月24日に開通した。
- 陸上距離 : 34.2km
- 起点 : 岡山県備前市西片上（山陽新幹線高架下）
- 終点 : 岡山県久米郡美咲町吉ヶ原（柵原ふれあい鉱山公園＝旧吉ヶ原駅）

## 通過する自治体
- 岡山県
  - 備前市
  - 和気郡和気町
  - 赤磐市
  - 久米郡美咲町

## 重複区間
- 国道374号・国道484号（和気郡和気町清水）
- 国道374号・国道484号（和気郡和気町衣笠）
- 国道374号・国道484号（和気郡和気町岩戸）
- 国道374号・国道484号（和気郡和気町矢田）
- 国道374号・国道484号（和気郡和気町塩田）
- 国道374号・国道484号（和気郡和気町塩田 - 赤磐市福田）
- 国道374号（赤磐市周匝（すさい） - 久米郡美咲町高下（こおげ））
- 岡山県道26号津山柵原線（久米郡美咲町高下 - 久米郡美咲町飯岡（ゆうか））

## 交差している道路
| 交差する道路                                                                   | 市町村名 | 市町村名 | 交差する場所         | 交差する場所 |
| ------------------------------------------------------------------------------ | -------- | -------- | -------------------- | ------------ |
| 国道374号 重複区間起点 国道484号 重複区間起点                                  | 和気郡   | 和気町   | 清水                 |              |
| 国道374号 重複区間終点 国道484号 重複区間終点                                  | 和気郡   | 和気町   | 清水                 |              |
| E2 山陽自動車道                                                                | 和気郡   | 和気町   | 大中山               | [ 1 ]        |
| 国道374号 重複区間起点 国道484号 重複区間起点                                  | 和気郡   | 和気町   | 衣笠                 |              |
| 国道374号 重複区間終点 国道484号 重複区間終点                                  | 和気郡   | 和気町   | 衣笠                 | 衣笠交差点   |
| 岡山県道395号和気熊山線                                                        | 和気郡   | 和気町   | 福富                 | [ 2 ]        |
| 岡山県道・兵庫県道96号岡山赤穂線                                               | 和気郡   | 和気町   | 和気                 | [ 2 ]        |
| 岡山県道414号福本和気線                                                        | 和気郡   | 和気町   | 和気                 |              |
| 国道374号 重複区間起点 国道484号 重複区間起点                                  | 和気郡   | 和気町   | 岩戸                 |              |
| 国道374号 重複区間終点 国道484号 重複区間終点                                  | 和気郡   | 和気町   | 岩戸                 |              |
| 岡山県道53号御津佐伯線                                                         | 和気郡   | 和気町   | 矢田                 | [ 3 ]        |
| 国道374号 重複区間起点 国道484号 重複区間起点                                  | 和気郡   | 和気町   | 矢田                 |              |
| 国道374号 重複区間終点 国道484号 重複区間終点                                  | 和気郡   | 和気町   | 矢田                 |              |
| 国道374号 重複区間起点 国道484号 重複区間起点                                  | 和気郡   | 和気町   | 塩田                 |              |
| 国道374号 重複区間終点 国道484号 重複区間終点 兵庫県道・岡山県道90号赤穂佐伯線 | 和気郡   | 和気町   | 塩田                 |              |
| 国道374号 重複区間起点 国道484号 重複区間起点                                  | 和気郡   | 和気町   | 塩田                 |              |
| 国道374号 重複区間終点 国道484号 重複区間終点                                  | 赤磐市   | 赤磐市   | 福田                 |              |
| 国道374号 重複区間起点 岡山県道351号藤原吉井線                                 | 赤磐市   | 赤磐市   | 周匝（すさい）       |              |
| 国道374号 重複区間終点                                                         | 久米郡   | 美咲町   | 高下（こおげ）       |              |
| 岡山県道26号津山柵原線 重複区間起点                                            | 久米郡   | 美咲町   | 高下                 |              |
| 岡山県道26号津山柵原線 重複区間終点 岡山県道362号位田飯岡線                    | 久米郡   | 美咲町   | 飯岡（ゆうか）       |              |
| 美咲町道2-0505号飯岡周匝線・赤磐市道                                           | 久米郡   | 美咲町   | 飯岡                 |              |
| 岡山県道26号津山柵原線 重複区間起点                                            | 久米郡   | 美咲町   | 飯岡                 |              |
| 岡山県道26号津山柵原線 重複区間終点                                            | 久米郡   | 美咲町   | 吉ヶ原（きちがはら） |              |

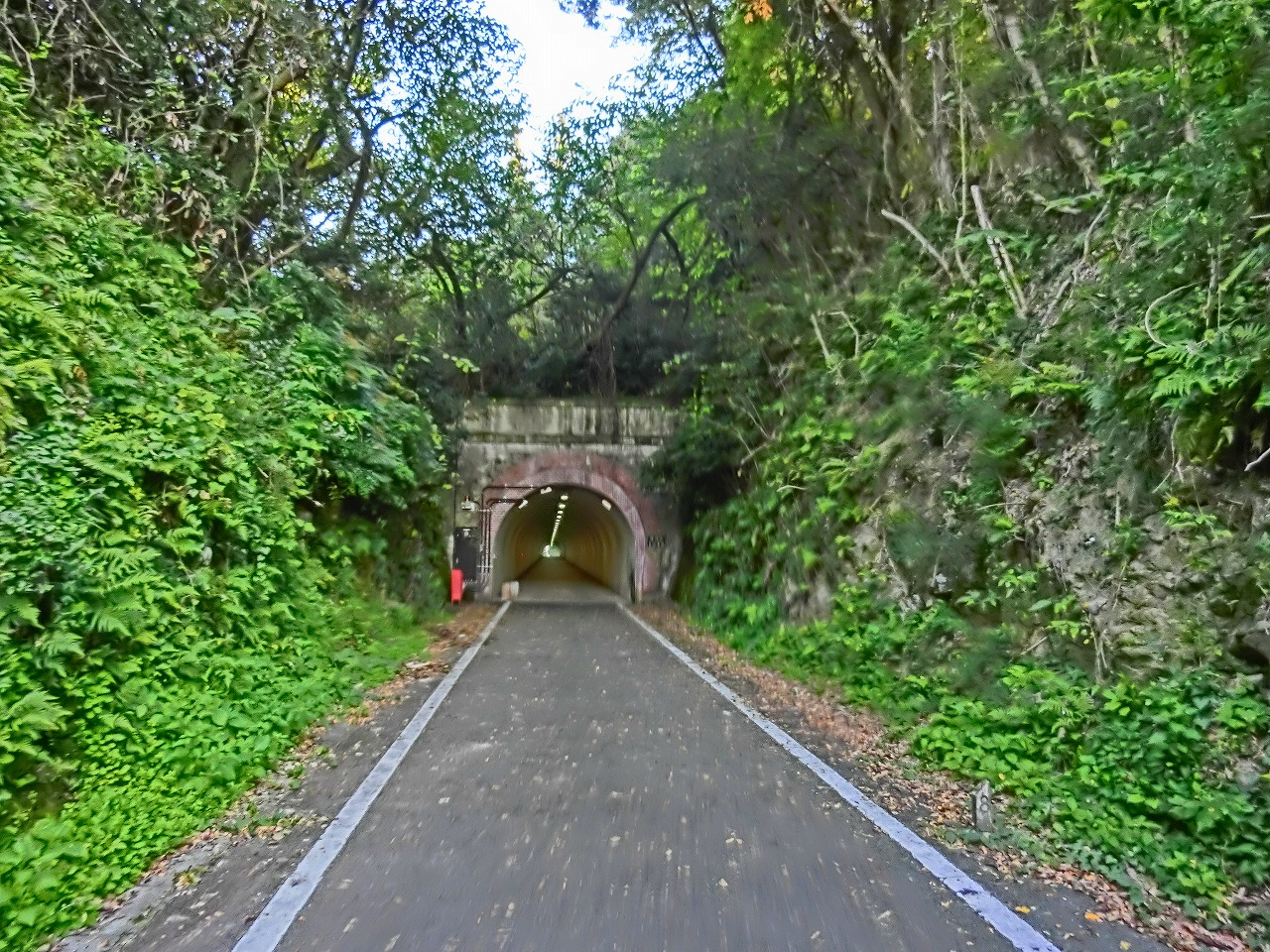
峠清水トンネル
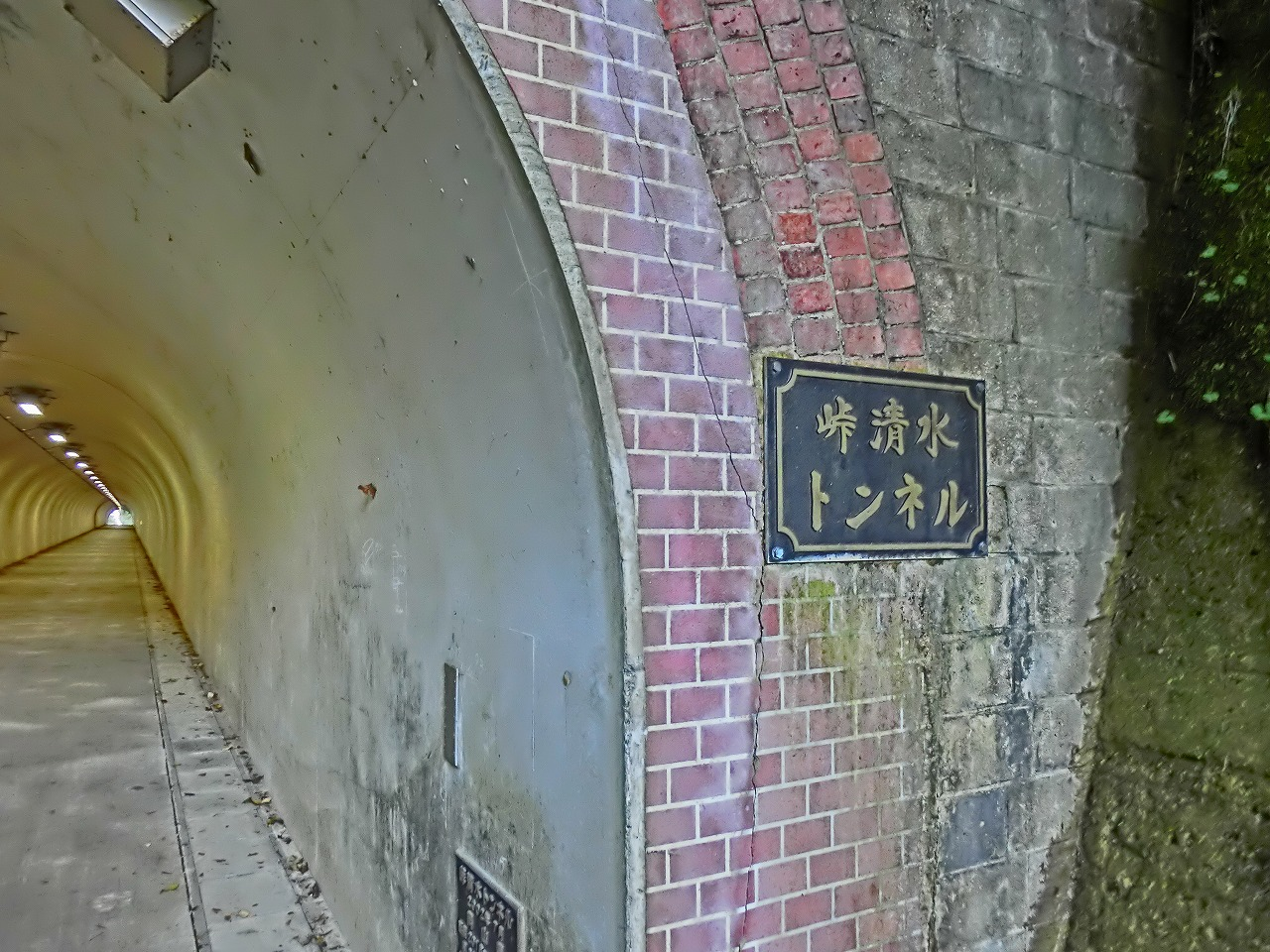
峠清水トンネル　入口のプレート
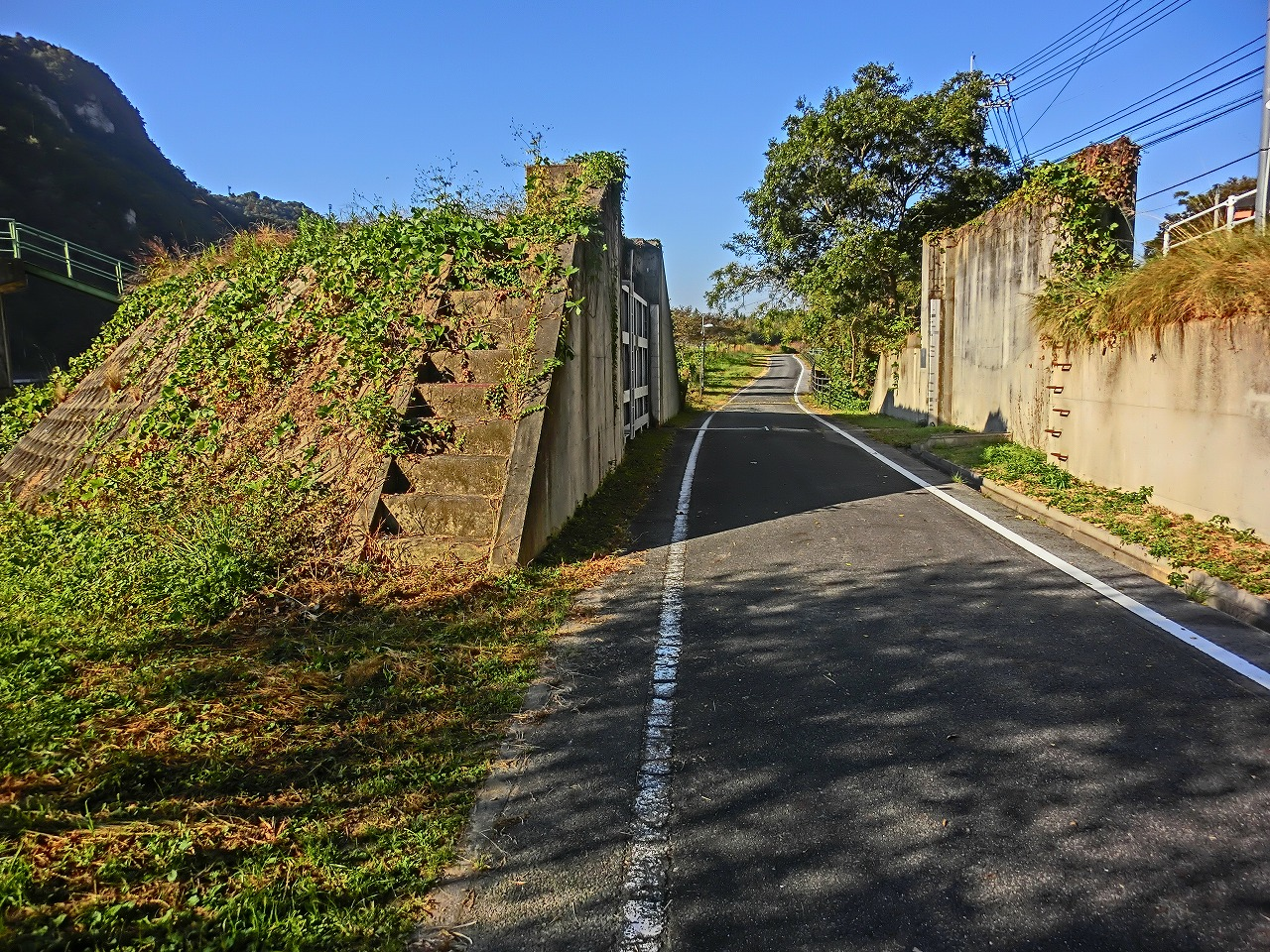
吉井川の陸閘
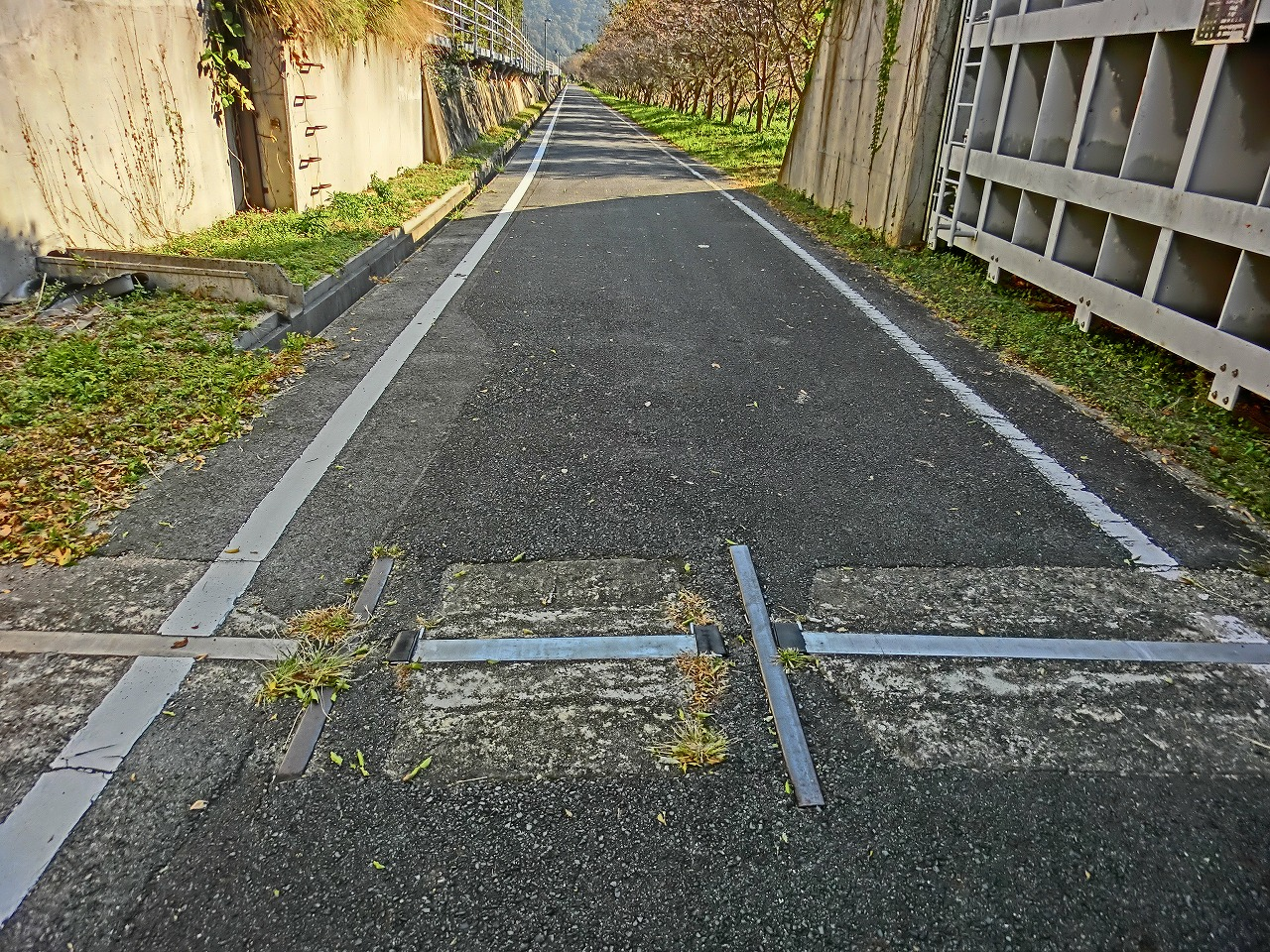
吉井川の陸閘の下に残るレール
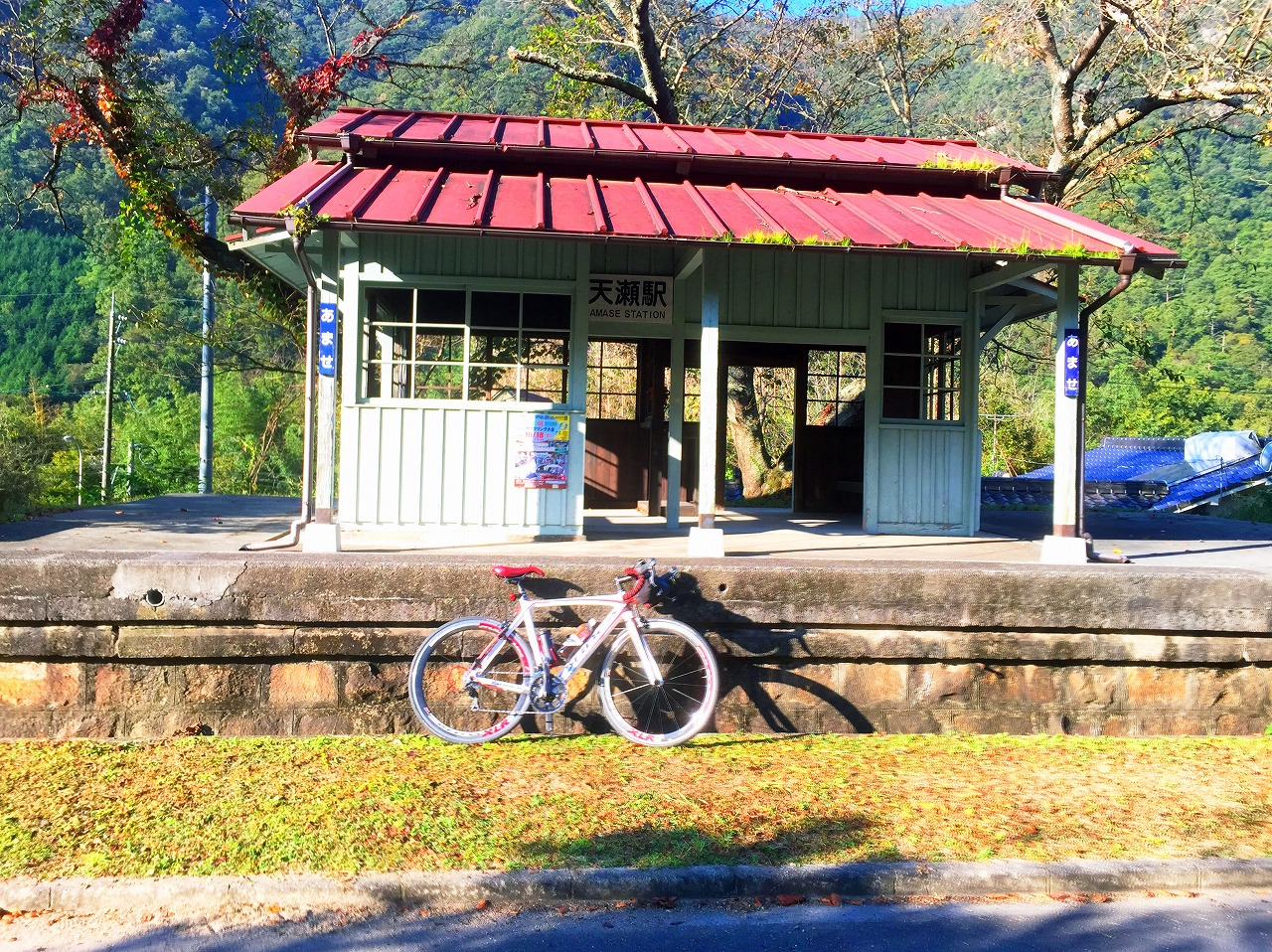
天瀬駅
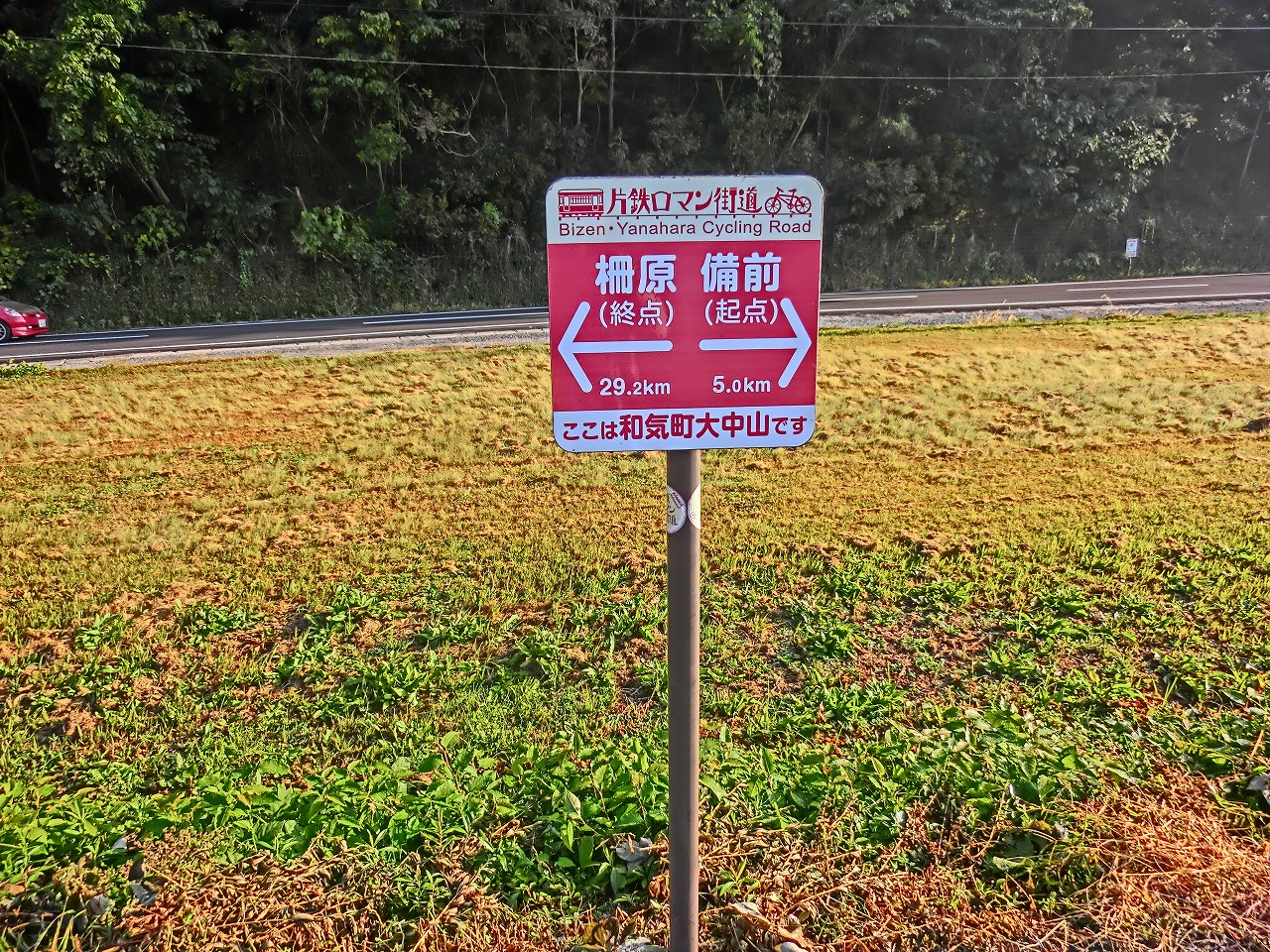
案内標識
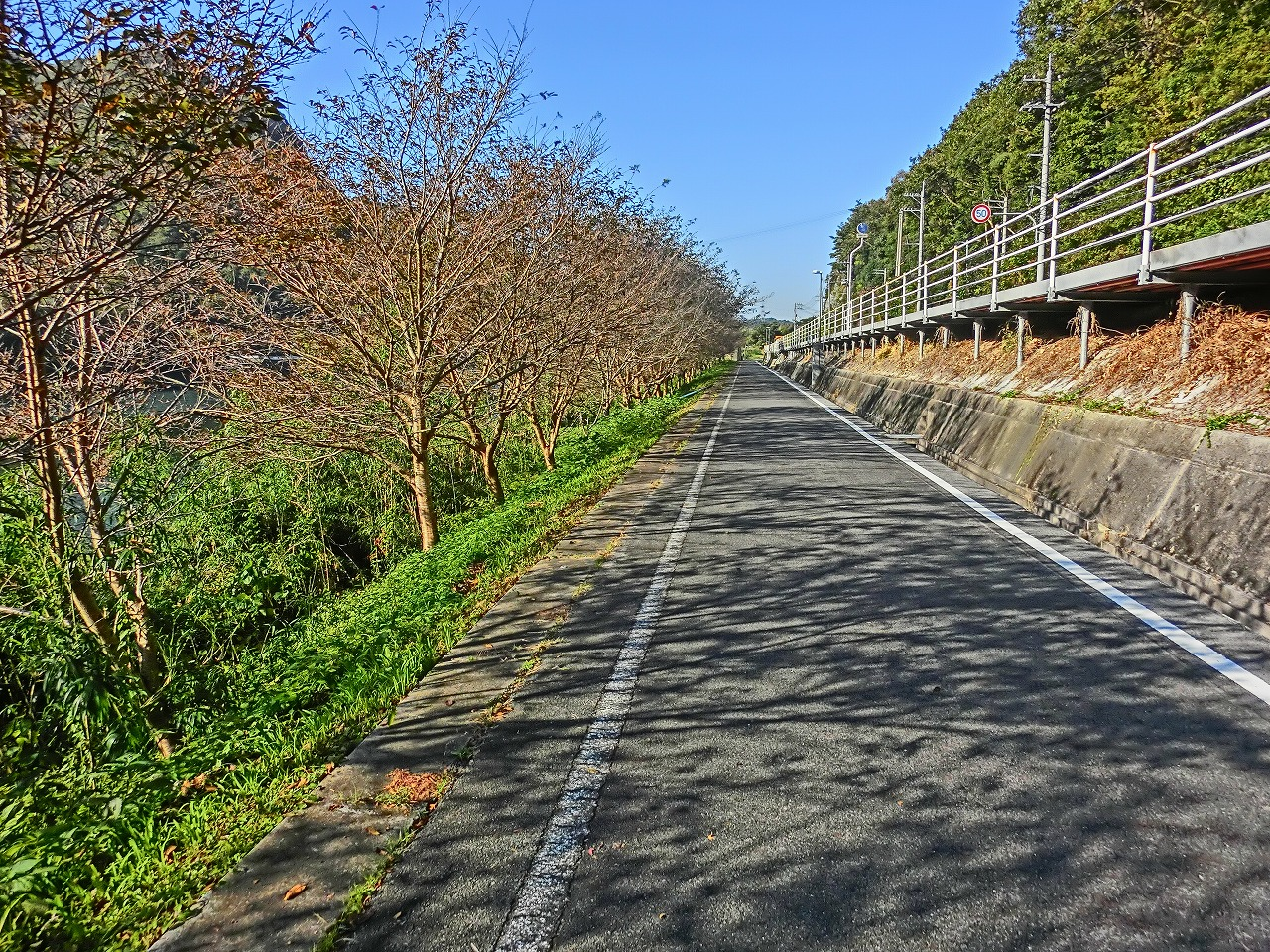
吉井川の河原を走る区間
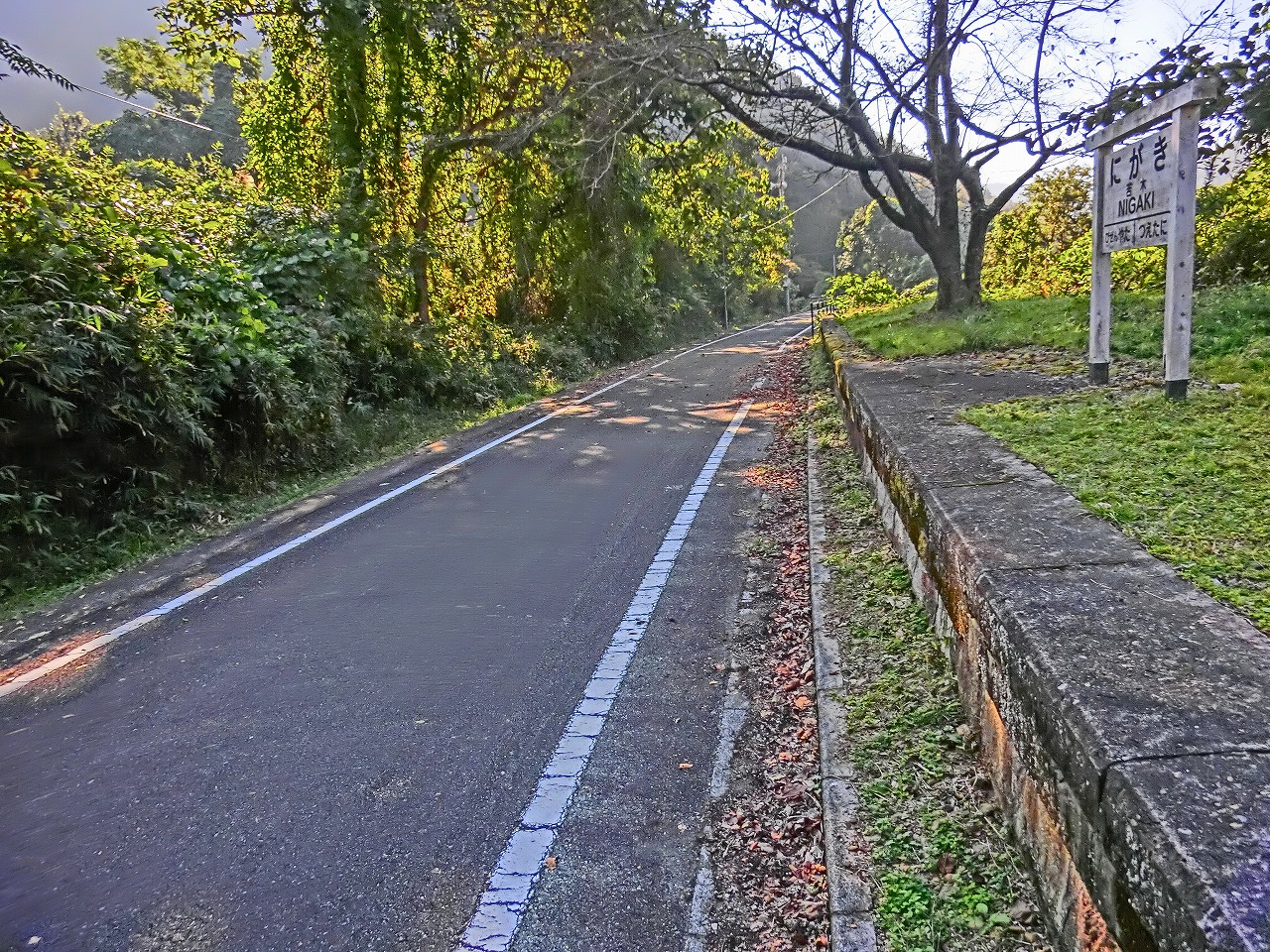
苦木駅ホームと整備された自転車道
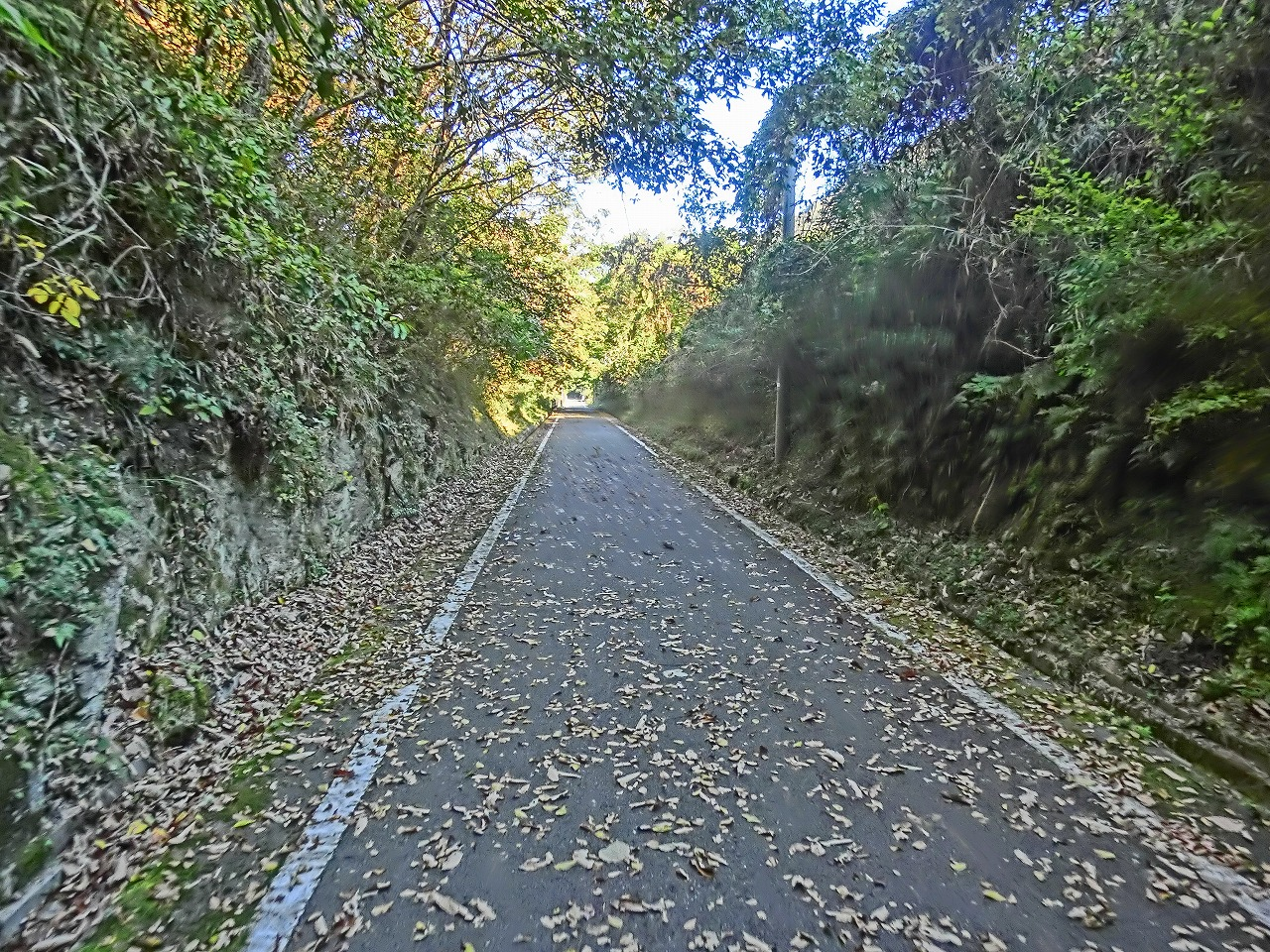
片山付近の峠を切り開いた区間